# An International Marriage
An International Marriage è un film muto del 1916 diretto da Frank Lloyd.

## Trama
Florence Brent è una ricca ereditiera americana che vuole convolare a nozze con il duca di Buritz. Ma viene a sapere che il duca padre si oppone perché vuole che il figlio sposi solo un'aristocratica. Per raggiungere il suo scopo, Florence pensa che la soluzione possa essere quella di sposarsi con un amico del duca, il conte Janefski, prenderne il titolo e poi divorziare, così da poter finalmente farsi impalmare da Buritz secondo tutti i crismi imposti dal vecchio duca. Ma, dopo il matrimonio con Janefski, Florence scopre che Buritz è già sposato. Intanto il conte, entusiasta di essere sposato con lei, le fa una corte spietata. Florence viene salvata dalle avances del marito da un suo innamorato americano, John Oglesby, che l'ha seguita in Europa. Quest'ultimo minaccia con una pistola Janefski, ponendolo davanti a una scelta: o divorziare o lasciare Florence vedova. Il conte sceglie la prima opzione e John si riprende la fidanzata e se la riporta a casa per sposarsela lui.

## Produzione
Il film fu prodotto dalla Oliver Morosco Photoplay Company.

## Distribuzione
Distribuito dalla Paramount Pictures e dalla Famous Players-Lasky Corporation, il film uscì nelle sale cinematografiche USA il 23 luglio 1916.